# Station Wellington (Shropshire)
Wellington Shropshire is een spoorwegstation van National Rail in Wellington, Telford and Wrekin in Engeland. Het station is eigendom van Network Rail en wordt beheerd door West Midland Trains. 